# Гривистая утка
Гривистая утка (лат. Chenonetta jubata) — вид водоплавающих птиц из семейства утиных.
Гривистые утки — единственный существующий на сегодняшний день представитель рода Chenonetta.
Обитают в Австралии. Предпочитают слегка заболоченную местность. Гнездятся в дуплах деревьев. В кладке 8—12 яиц.